# 최호 (북위)
최호(崔浩, ? ~ 450년)는 북위 초기의 관료이자 재상으로, 자는 백연(伯淵)이며, 청하군 동무성현(東武城縣, 지금의 하북성 형수시 고성현 사람이다. 당시 화북에서 한족들 중에서도 명문사족으로 손꼽히던 청하 최씨 출신으로, 북위의 화북 통일을 실현하는 데 큰 공을 세운 책사였다. 그의 조언에 힘입어, 북위의 태무제는 화북을 통일하여 오호십육국시대를 끝내고 화남의 유송과 함께 남북조시대로 접어들 수 있었다. 또한 독실한 도교 신자였던 최호의 영향으로, 태무제도 독실한 도교 신자가 되었다. 그러나 450년, 복합적인 이유로 태무제는 최호와 그의 일족들을 주살하였다.

## 생애
3세기 중엽, 중국에서는 서진이 멸망하고 선비족 등의 여러 이민족들이 중국에 내려와 나라를 세우는 5호 16국 시대가 도래하였다. 화북 지방에 선비족이 세운 북위가 들어서자, 대부분의 한족들은 화남 지방으로 피난하였는데, 청하 최씨·태원 곽씨·범양 노씨· 하동 류씨 등은 낙향하지 않고 북위를 받아들였다.
청하 최씨는 북위 효문제의 때 선비족 8성에 대응한, 한족 4성의 하나로, 당시 화북의 한족들 중에서도 명문사족으로 손꼽히던 가문이었다. 최호의 아버지인 최굉은 북위 초기에 제도의 정비 과정에서 지휘자 역할을 하였으며, 도무제 때 정책 고문을 맡았다. 최굉은 명원제 때 유일한 한족 출신의 대신이었다.
최호는 유학·사학·서도·천문·술수 등에 능하여, 어린 나이에 직랑(直郞)으로 임명되었으며, 태무제의 치세인 431년에 한족이 될 수 있는 최고의 관직인 사도에 임명되었다. 최호는 태무제의 두터운 신임을 바탕으로, 20년 동안 북위의 조정에서 중요한 업무를 당담하였다.
최호는 429년에 북위의 국사 편찬 작업의 총책임을 맡았는데, 북위 선비족 조상들의 부정적인 부분에 대하여 여과 없이 사실적으로 묘사하여 태무제와 선비족에게 숙청되었다. 이때 청하 최씨와 내외손 관계에 있었던 범양 노씨·태원 곽씨·하동 류씨 출신의 화북 한족 귀족 128명이 함께 숙청되었다.

## 같이 보기
- 최염